# Quận Pembina, North Dakota
Quận Pembina là một quận thuộc tiểu bang Bắc Dakota, Hoa Kỳ. Quận lỵ đóng ở Cavalier.6. Quận được đặt tên theo. Dân số theo điều tra năm 2000 của Cục điều tra dân số Hoa Kỳ là 8585 người, dân số năm 2009 ước khoảng 7392 người.

## Địa lý
Theo Cục điều tra dân số Hoa Kỳ, quận này có diện tích 2906 km2, trong đó có 8 km2 là diện tích mặt nước.